# 卡西歐 fx-JP900
卡西欧 fx-JP900-N或卡西欧 fx-JP900是卡西欧公司发布的面向 日文用户的不可编程科学函数计算器，与国际版fx-991EX相对应。该型号具备超过 700 种计算功能。

## 外形
卡西欧 fx-JP900采用了与所有卡西欧CLASSWIZ系列相同的外形，宽77mm，高165.5mm，厚度11.1mm，重约90克。其于2014年发布的版本中正面为黑色，机身背面和保护盖为纯白色。其正面PS塑料材质面板上带有花纹，且第一排按钮为金属质感的塑料按键。

## 电池供应
使用内置太阳能电池（使用太阳能电池供电时屏幕右上角将有一个太阳状标志）和按钮电池LR44*1。

## 功能
- 卡西欧fx-JP900拥有十一个模式，分别为基本计算、复数计算、统计计算、基数运算、方程式运算、不等式计算、矩阵计算、通过函数生成数学表格、向量计算、数据表格与分布计算。

- 拥有科学常数和公制转换功能。
- 自然书写显示与线性显示。